# Veddasca
Veddasca – miejscowość i gmina we Włoszech, w regionie Lombardia, w prowincji Varese.
Według danych na rok 2004 gminę zamieszkiwało 346 osób, 21,6 os./km².
4 lutego 2014 gmina została zlikwidowana.